# 芸優
有限会社芸優は、かつて東京都新宿区に所在していた芸能事務所である。

## 概要
1998年10月8日に東京都新宿区新宿1-9-4にて創設。
設立当初は主にフジテレビ系のドラマのエキストラを担当していた。その他に単発スペシャルドラマ・劇場作品・CMなどもエキストラも多岐にわたり派遣していた他、2003年以降は「相棒シリーズ」「警視庁捜査一課長」「刑事7人」「臨場」といったテレビ朝日系の刑事ドラマのエキストラを担当していた。
組織構成としては、登録制の芸能部（主にエキストラを扱う部門）と俳優/タレントが所属する俳優部門のオフィスアヴロジー（Office Avrogy）があった。
かつて、オフィスアヴロジーの前身部門として、芸能企画部と芸優アカデミーが存在した。
2005年より新設したタレント部 -（芸優アカデミー）の養成カリキュラムでは、中村孝雄、石津康彦、秀島実、熊谷章、田口弘が講師を担当していた。
2006年、主に中高年対象としたレッスンや劇団の運営を開始。
2007年当時、エキストラ登録数は男女合わせて約7,000人。50歳以上の登録者の割合は約2割。
2011年に俳優プロダクションとして「オフィスアヴロジー」を開設し、芸優アカデミーと芸能企画部が廃止。
以降、主に芸優登録者を対象とした演技レッスンやワークショップを定期的に開いていた。2015年より金沢まことがレッスン講師を担当していた。
芸優は2022年11月18日に東京地方裁判所から破産手続開始決定を受けた。

## 所属していたタレント
2018年9月1日現在、オフィスアヴロジー（Office Avrogy）

### 男性
- 金沢まこと（独騎の会主宰）
- 真谷傑
- 二川剛久
- 松本修一
- 地脇慎也
- 上田高嗣（マネージャー兼任）

### 女性
- 知江崎ハルカ（翠座主宰）
- 堀友美
- 宮川梢
- 神村美妃
- 樹
- サフィナ・ヴァレリヤ

## 過去に所属していたタレント
オフィスアヴロジー（Office Avrogy)
- 定松直子
- 松田洋平